# Franz Messner (Schauspieler)
Franz Messner (* 19. Juli 1926 in Wien; † 11. Juni 1968 ebenda) war ein österreichischer Schauspieler und Regisseur.

## Leben
Franz Messner absolvierte zunächst eine Schlosserlehre, ehe er im Alter von 17 Jahren zum Kriegsdienst eingezogen wurde. Nachdem er kurz vor Ende des Zweiten Weltkriegs desertiert und nach Wien gelangt war, schloss er sich einer Laienspielgruppe an und erhielt eine Anstellung als Laufbursche bei einer Kabaretttruppe. Deren Direktor lehnte Messners Wunsch nach einer Mitwirkung ab und gab ihm den Rat, zunächst die Aufnahmeprüfung am Max-Reinhardt-Seminar zu bestehen. Von 1946 bis 1949 studierte Messner dann an dieser Schauspielschule. Nach seinem Abschluss erhielt er ein Engagement am Theater in der Josefstadt, dem er bis zu seinem Tod 1968 als Ensemblemitglied angehörte.
Zu seinen größten Erfolgen zählten u. a. der Samuel Kiefer in Karl Wittlingers „Kennen Sie die Milchstraße?“ (1958), der Hund Of in Paul Willems’ „Of und der Mond“ (1959), der Behringer in Eugène Ionescos „Die Nashörner“ (1960), der Ferdinand Neubauer in Hans Schuberts „Mit besten Empfehlungen“ (1961), der Estragon in Samuel Becketts „Warten auf Godot“ (1962) sowie der Gluthammer in Johann Nestroys „Der Zerrissene“ (1967).
Franz Messner führte Regie bei folgenden Produktionen des Theaters in der Josefstadt:
- Einakter-Abend „Probleme auf italienisch“ 1966 im (damals zur „Josefstadt“ gehörenden) Konzerthauskeller,
- Katzenzungen von Miguel Mihura 1966 in den Kammerspielen,
- „Meinungsverschiedenheiten“ von George Ross und Campbell Singer 1967 in der Josefstadt,
- „Das große ABC“ von Marcel Pagnol 1967 in der Josefstadt.

Eine weitere Regiearbeit, die Produktion „Vierzig Karat“ von Pierre Barillet und Jean-Pierre Grédy, die 1968 in der Josefstadt Premiere hatte, konnte Franz Messner nicht mehr zu Ende führen.
Neben zahlreichen Tourneen, u. a. mit Henrik Ibsens „Gespenstern“, wo er den Osvald spielte (mit Helene Thimig als Frau Alving, deren Lieblingsschüler er am Reinhardt-Seminar gewesen war), trat er bereits seit seinen Anfängerjahren in Film- und später Fernsehproduktionen auf, so in „Cordula“ (1950), „Seesterne“ (1952) und „Der König der Bernina“ (1957) sowie als Dr. Otto Sedelmayer in einigen Folgen der „Familie Leitner“.
Am 7. Juni 1968 hatte er als Ferdinando in Carlo Goldonis „Die Trilogie der Sommerfrische“ seine letzte Josefstadt-Premiere. Vier Tage später starb Franz Messner im Alter von 41 Jahren an den Folgen einer Vergiftung. Er wurde am Grinzinger Friedhof (Gruppe 24, Reihe 6, Nummer 9) bestattet.

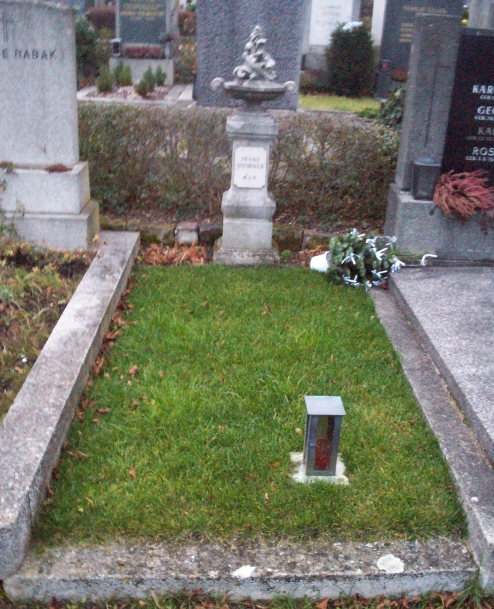

## Filmografie
- 1950: Cordula
- 1952: Seesterne
- 1954: Wenn du noch eine Mutter hast (Das Licht der Liebe)
- 1955: Der letzte Akt
- 1957: Der König der Bernina
- 1958: Der schönste Tag (TV)
- 1958: Ein gewisser Judas (TV)
- 1960: Das Erbe von Björndal
- 1961: Familie Leitner (Fernsehserie, 3 Folge)
- 1962: Der Unschuldige (TV)
- 1962: Mit besten Empfehlungen (TV)
- 1962: Deutschland – deine Sternchen
- 1962: Professor Bernhardi (TV)
- 1962: Der Widerspenstigen Zähmung (TV)
- 1962: Auf den Spuren von Johann Nestroy: Der Geist Nestroys und die Wiener (TV)
- 1962: Musik um jeden Preis (TV)
- 1963: Leutnant Gustl (TV)
- 1963: Das Paket (TV)
- 1964: König Cymbelin (TV)
- 1964: Die Schule der Frauen (TV)
- 1964: Glück und glas (TV)
- 1964: Nicht verzagen – Stangl fragen (Fernsehserie, 1 Folge)
- 1965: Donaugeschichten (Fernsehserie, 1 Folge)
- 1966: Die Ballade von Peckham Rye (TV)
- 1967: Fiesko, der Salamikramer (TV)